# Deinopa flavicapilla
Deinopa flavicapilla är en fjärilsart som beskrevs av Heinrich Benno Möschler 1890. Deinopa flavicapilla ingår i släktet Deinopa och familjen nattflyn. Inga underarter finns listade i Catalogue of Life.